# نوی گولتسه
نوی گولتسه (به آلمانی: Neu Gülze) یک شهر در آلمان است که در لودویگسلوست-پارشیم واقع شده‌است. نوی گولتسه ۷۷۵ نفر جمعیت دارد.